# Bagisara demura
Bagisara demura là một loài bướm đêm trong họ Noctuidae.